# عضل (قبيلة)
عضل وهي قبيلة خندفية مضرية من العرب العدنانية وقبيلة عضل اليوم داخلة بالحلف ضمن بني شعبة من قبيلة بني كنانة فالهون جد قبيلة عضل أخو كنانة.

## النسب
هم بنو عضل بن الديش بن محلم بن غالب بن عائذة بن يثيع بن مليح بن الهون بن خزيمة بن مدركة بن إلياس بن مضر بن نزار بن معد بن عدنان

## اقرب القبائل نسبا لهم
أقرب القبائل نسبا لهم هي قبيلة كنانة وبنو أسد وهذيل ثم بنو تميم

## فروع قبيلة عضل
من فروعهم: الحلقة، وبنو عباد والعطيفي و العيضة «ومنهم الجنون والمسدة».

## ديار قبيلة عضل
تسكن قبيلة عضل اليوم: قرية عضل في مركز الغالة شمال محافظة الليث و قرية الوطيات في مركز غميقة شرق محافظة الليث و في وادي مركوب ووادي بشمى 20 كم جنوب مركوب في مركز الغالة شمال محافظة الليث جنوب منطقة مكة المكرمة.

## حادثة غزوة الرجيع
قدم على رسول الله بعد أحد رهط من عضل والقارة، فقالوا: يا رسول الله إن فينا إسلاما فابعث معنا نفرا من أصحابك يفقهوننا في الدين، ويقرئوننا القرآن، ويعلموننا شرائع الإسلام.
فبعث رسول الله معهم نفرا ستة من أصحابه وهم: مرثد بن أبي مرثد الغنوي حليف حمزة بن عبد المطلب وخالد بن البكير الليثي الكناني - حليف بني عدي - وعاصم بن ثابت بن أبي الأقلح أخو بني عمرو بن عوف، وخبيب بن عدي أخو بني جَحْجَبى بن كلفة بن عمرو بن عوف، وزيد بن الدثنة أخو بني بياضة بن عامر، وعبد الله بن طارق حليف بني ظفر م.فخرجوا مع القوم حتى إذا كانوا على الرجيع ماء لهذيل بناحية الحجاز من صدور الهدأة، غدروا بهم، فاستصرخوا عليهم هذيلا فلم يرع القوم وهم في رحالهم إلا الرجال بأيديهم السيوف، قد غشوهم، فأخذوا أسيافهم ليقاتلوا القوم فقالوا لهم: إنا والله ما نريد قتلكم، ولكنا نريد أن نصيب بكم شيئا من أهل مكة، ولكم عهد الله وميثاقه أن لا نقتلكم.
فأما مرثد، وخالد بن البكير، وعاصم بن ثابت فقاتلوا حتى قتلوا. وأما خبيب، وزيد بن الدثنة، وعبد الله بن طارق، فلانوا ورقُّوا ورغبوا في الحياة، وأعطوا بأيديهم فأسروهم، ثم خرجوا بهم إلى مكة ليبيعوهم بها، حتى إذا كانوا بالظهران انتزع عبد الله بن طارق يده من القِران ثم أخذ سيفه، واستأخر عنه القوم، فرموه بالحجارة حتى قتلوه، فقبره بالظهران.
وأما خبيب بن عدي وزيد بن الدثنة فقدموا بهما مكة، فباعوهما من قريش بأسيرين من هذيل كانا بمكة. فعذبتهما قريش ثم قتلتهما.
واجتمع رهط من قريش فيهم: أبو سفيان بن حرب، فقال له أبو سفيان حين قَدِمَ ليُقتل: أنشدك بالله يا زيد، أتحب أن محمدا الآن عندنا مكانك نضرب عنقه، وأنك في أهلك؟
قال: والله ما أحب أن محمدا الآن في مكانه الذي هو فيه تصيبه شوكة تؤذيه، وإني جالس في أهلي.
قال: يقول أبو سفيان: ما رأيت من الناس أحدا يحب أحد كحب أصحاب محمد محمدا، قال: ثم قتله نسطاس.

## وصلات خارجية
- قائمة قبائل العرب